# Victor (Montana)
Victor és una concentració de població designada pel cens dels Estats Units a l'estat de Montana. Segons el cens del 2000 tenia 859 habitants.

## Demografia
Segons el cens del 2000, Victor tenia 859 habitants, 351 habitatges, i 230 famílies. La densitat de població era de 207,3 habitants per km².
Dels 351 habitatges en un 34,5% hi vivien nens de menys de 18 anys, en un 50,1% hi vivien parelles casades, en un 10% dones solteres, i en un 34,2% no eren unitats familiars. En el 27,1% dels habitatges hi vivien persones soles el 9,1% de les quals corresponia a persones de 65 anys o més que vivien soles. El nombre mitjà de persones vivint en cada habitatge era de 2,45 i el nombre mitjà de persones que vivien en cada família era de 2,97.
Per edats la població es repartia de la següent manera: un 29,2% tenia menys de 18 anys, un 7,2% entre 18 i 24, un 27,5% entre 25 i 44, un 21% de 45 a 60 i un 15,1% 65 anys o més.
L'edat mediana era de 35 anys. Per cada 100 dones de 18 o més anys hi havia 90,6 homes.
La renda mediana per habitatge era de 38.618 $ i la renda mediana per família de 42.986 $. Els homes tenien una renda mediana de 29.917 $ mentre que les dones 17.250 $. La renda per capita de la població era de 17.599 $. Aproximadament el 6,6% de les famílies i el 7,7% de la població estaven per davall del llindar de pobresa.

## Poblacions més properes
El següent diagrama mostra les poblacions més properes.